# Музей національно-визвольної боротьби Тернопільщини

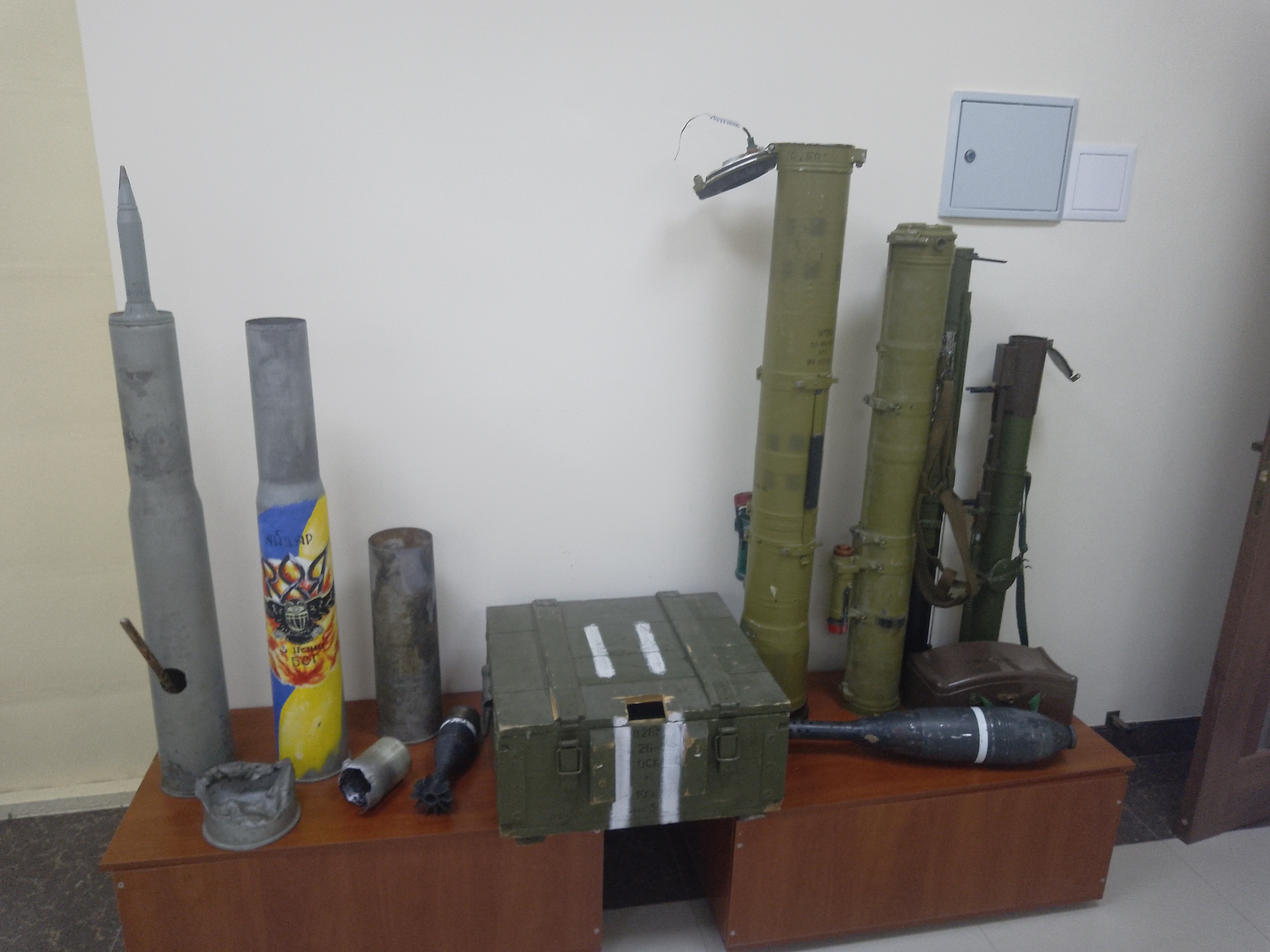
У залі Музею

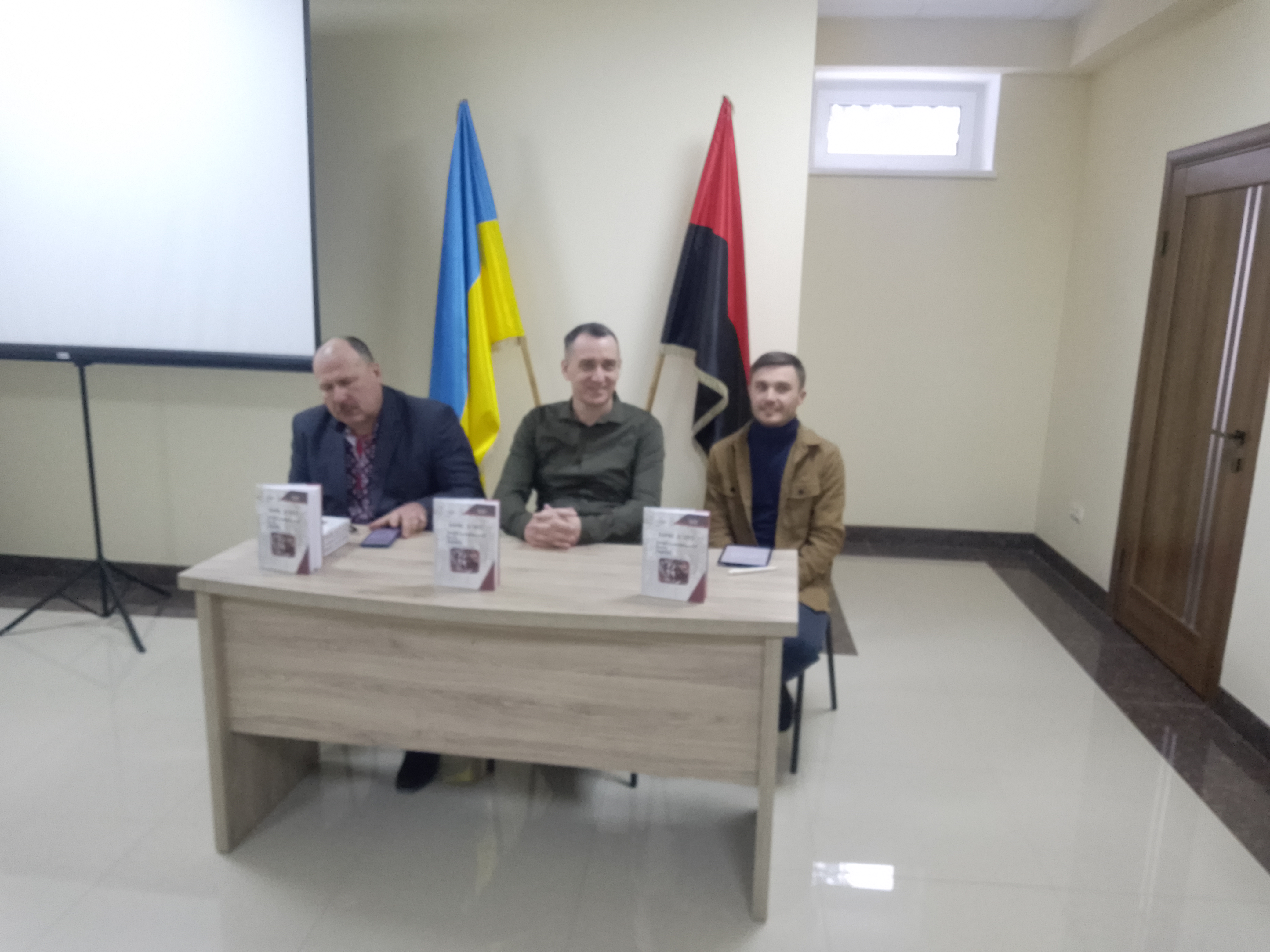
Презентація книги Григорія Роя «Нарис історії Антибільшовицького блоку народів»

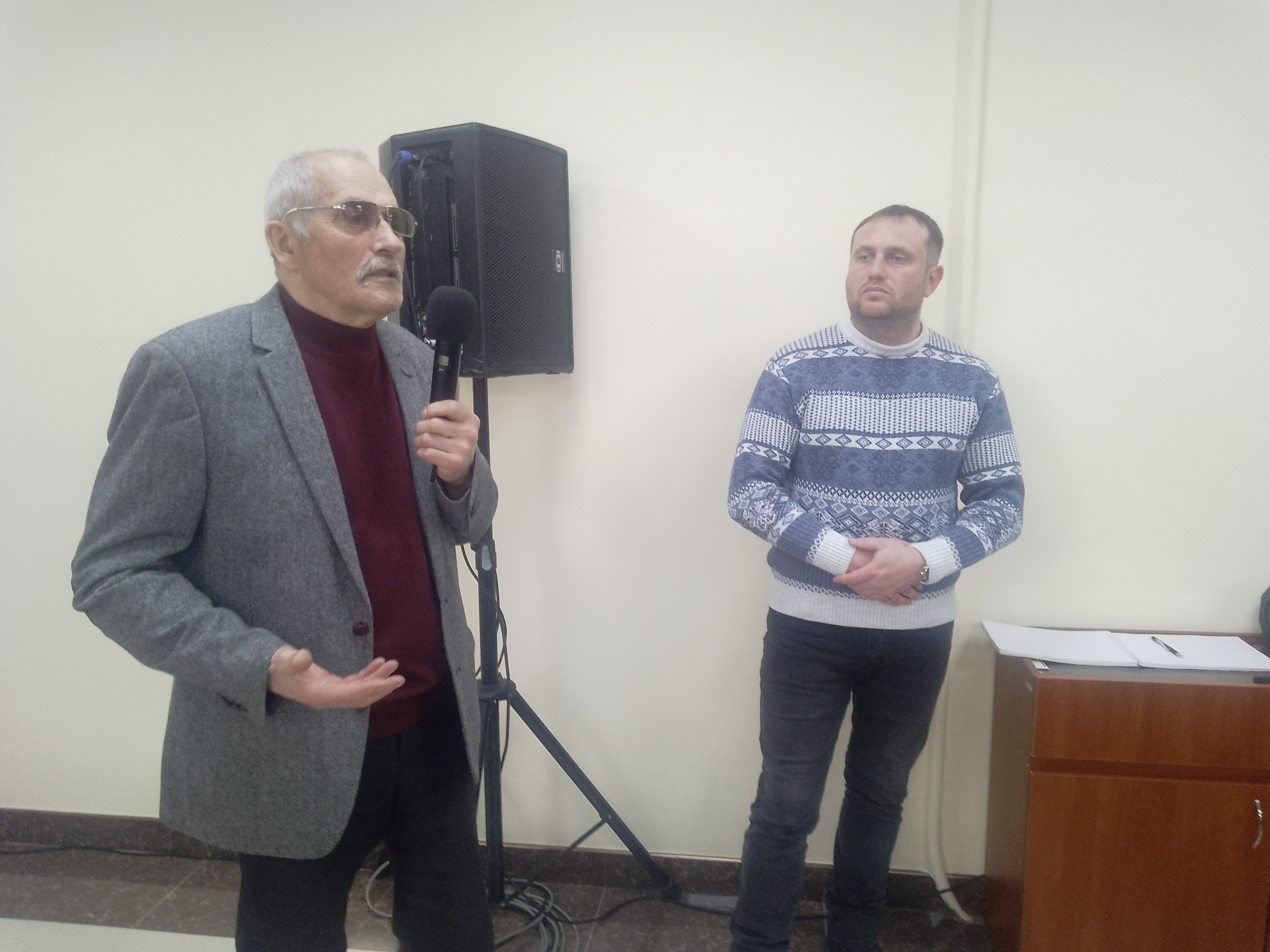
Володимир Мармус та заступник директора музею Сергій Волянюк на показі фільму «Росохацька група» під час кіномарафону «Синьо-жовта стрічка»

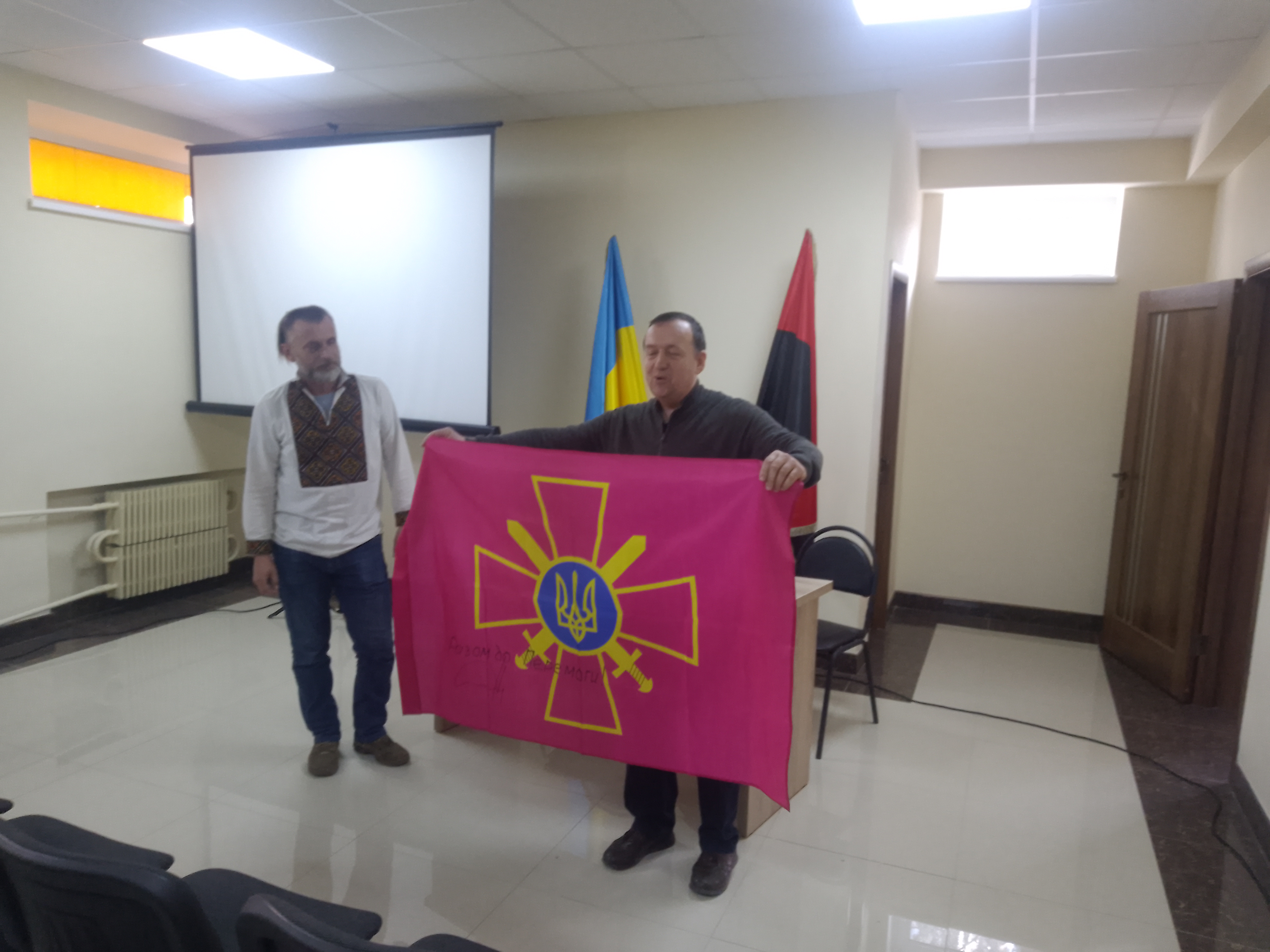
Передання в музей Прапору Сухопутних військ ЗСУ

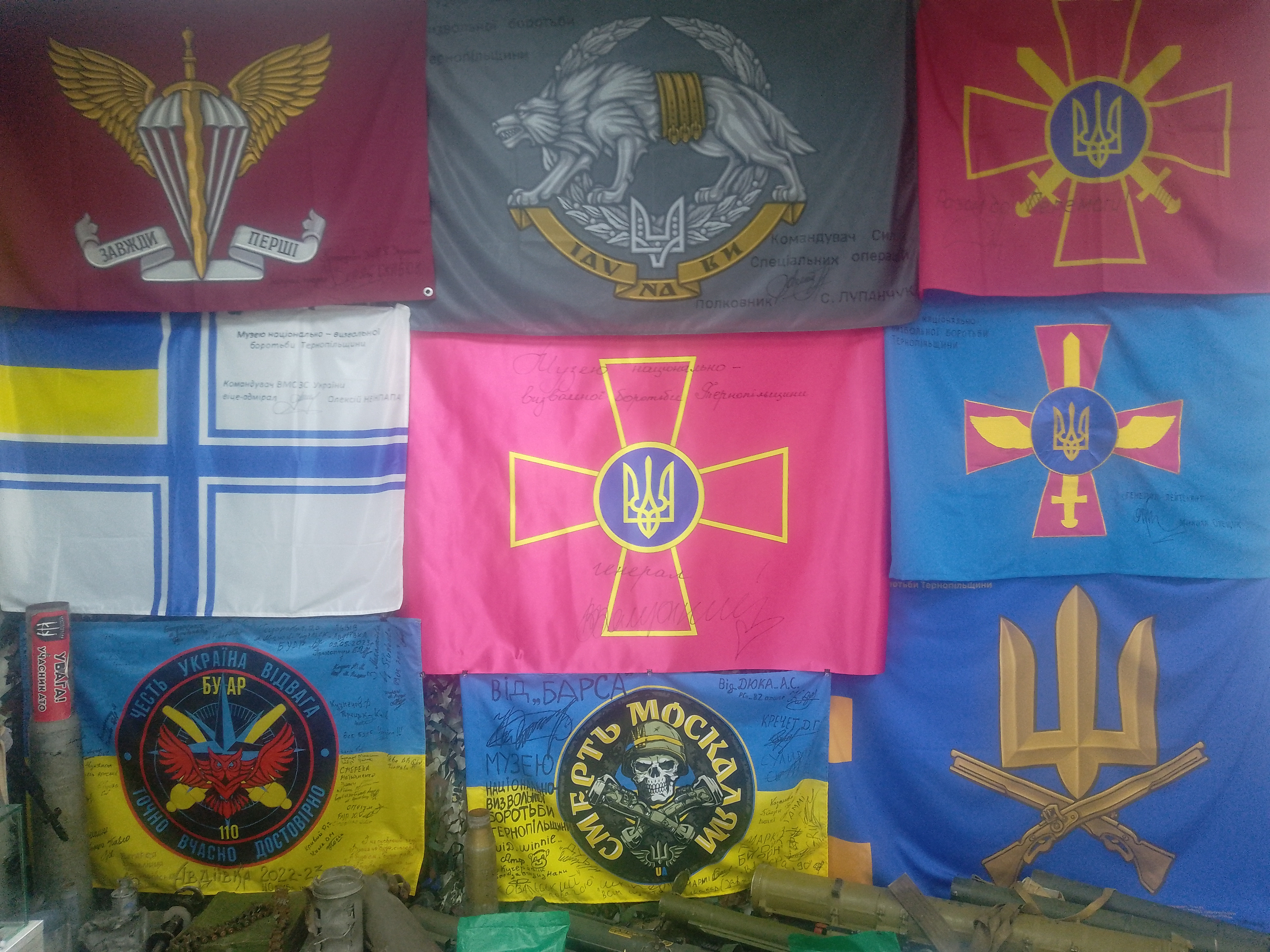
Експозиція з прапорів видів військ ЗСУ у залі російсько-української війни.

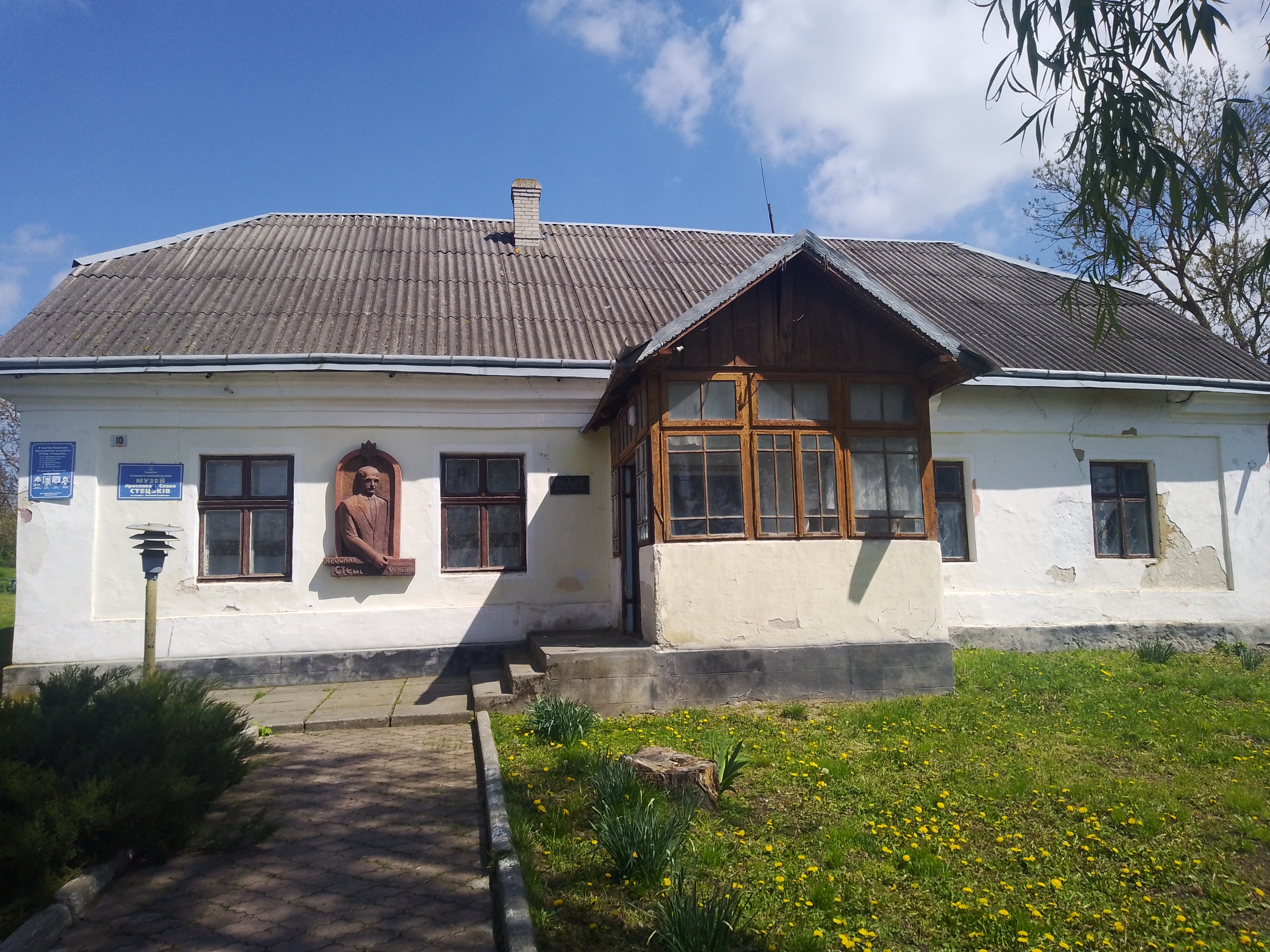
Родинна хата Ярослава Стецька

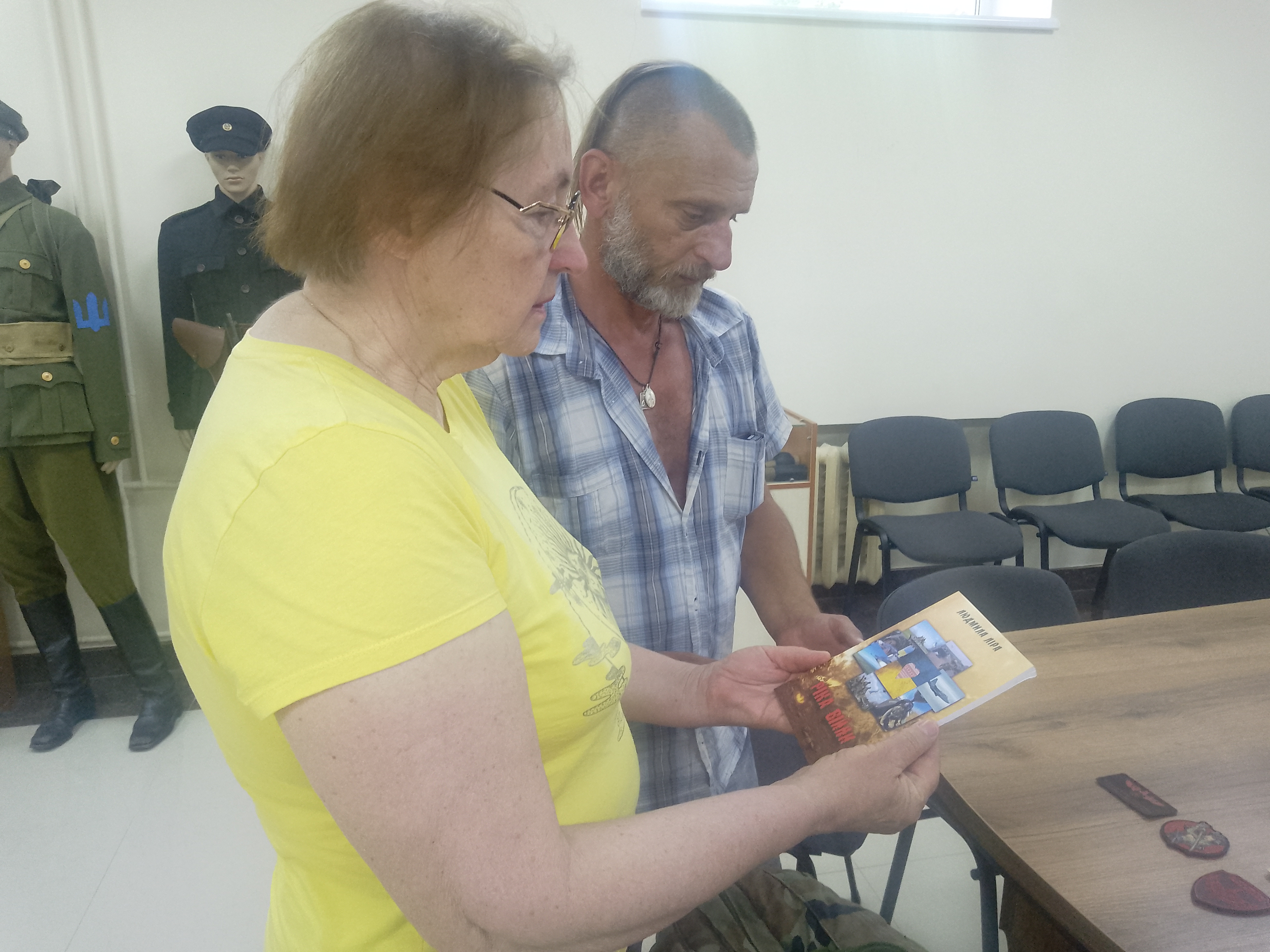
Людмила Ліра передає книгу «Ріка війни» завідувачу відділом музею Ігорю Войцехівському

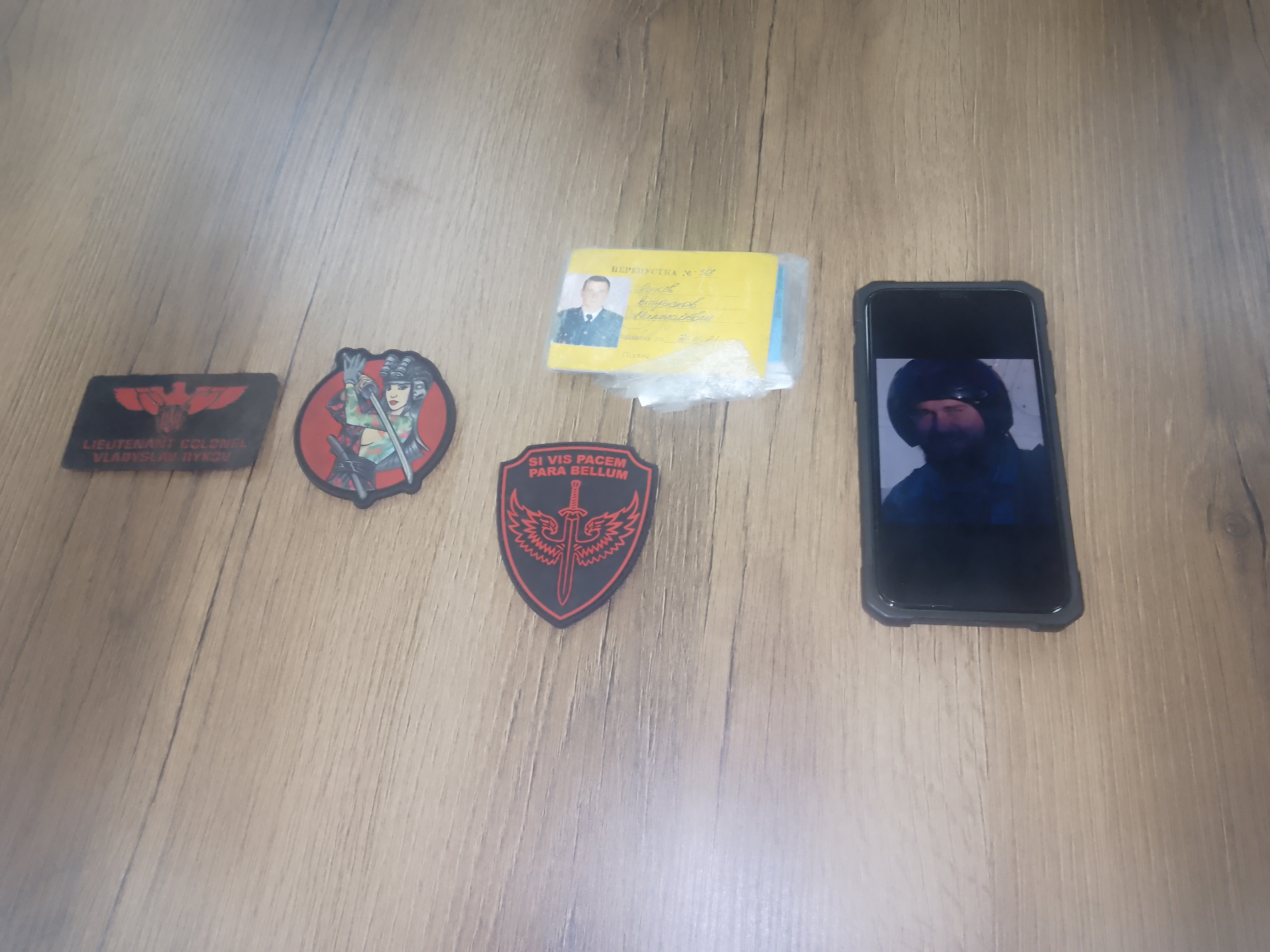
Шеврони та посвідчення Героя України Владислава Рикова

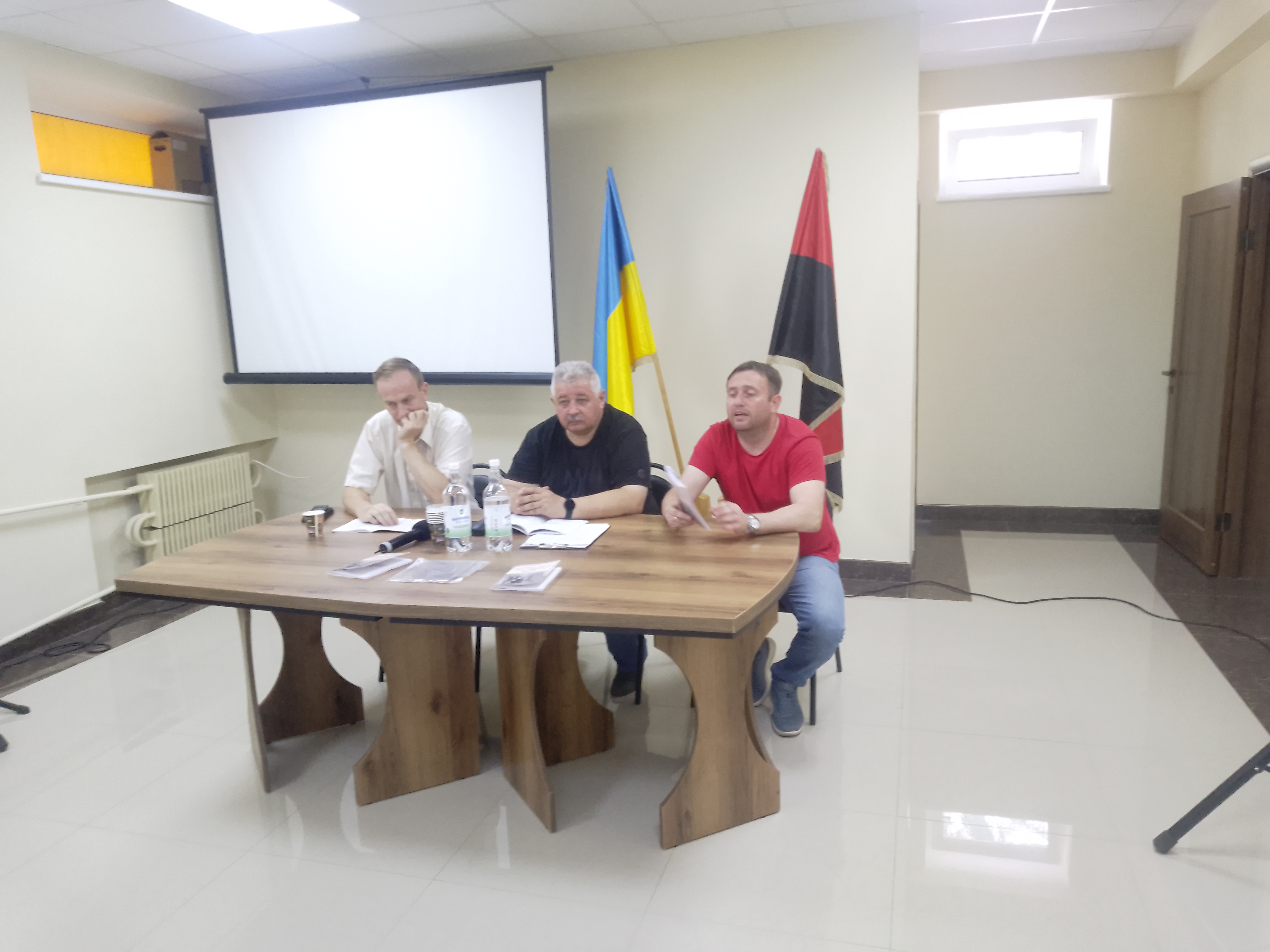
Презентація книги «Конспірація. Вишкільні матеріали з підпільної та збройної боротьби ОУН і УПА»

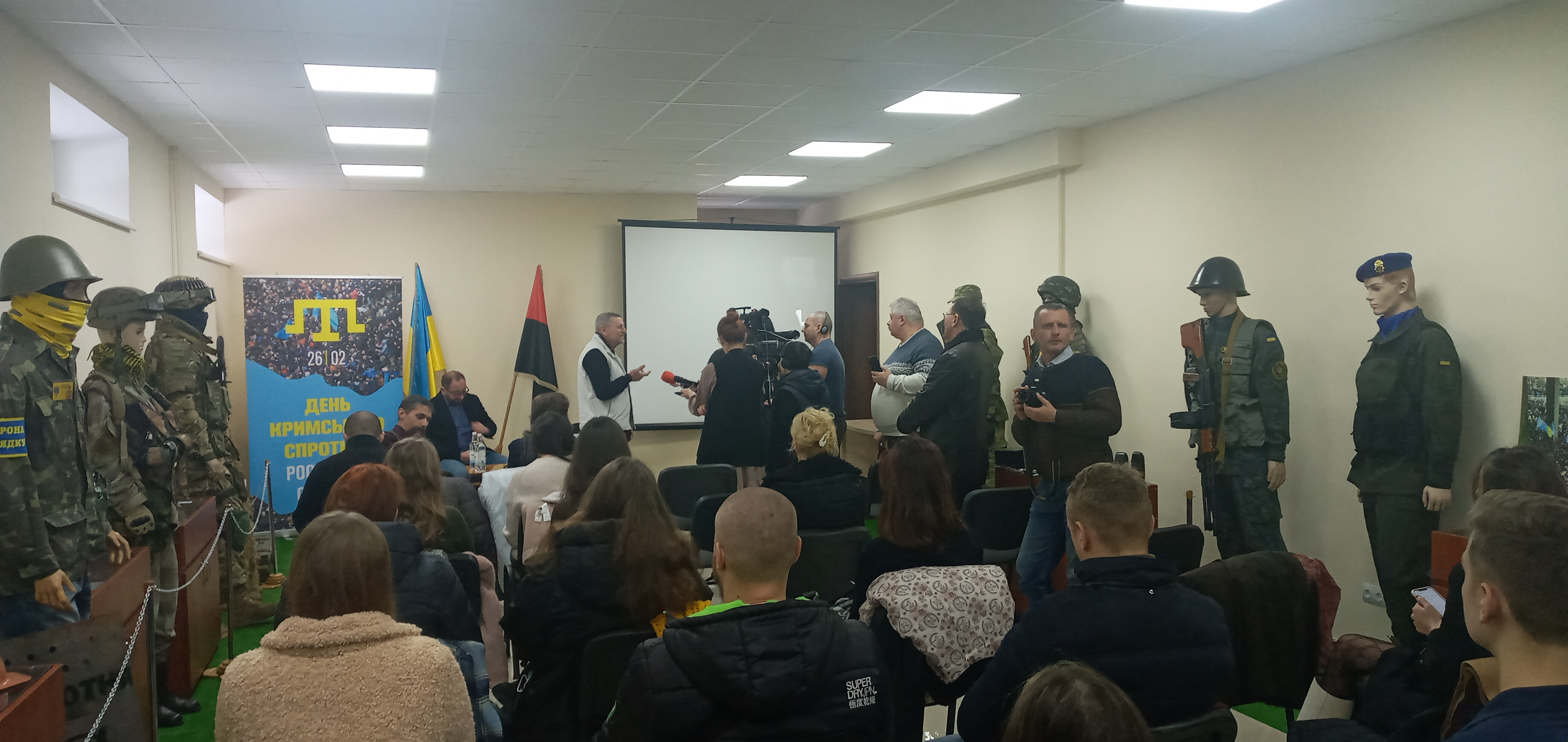
Презентація книги Миколи Полозова «Процес 26 лютого»

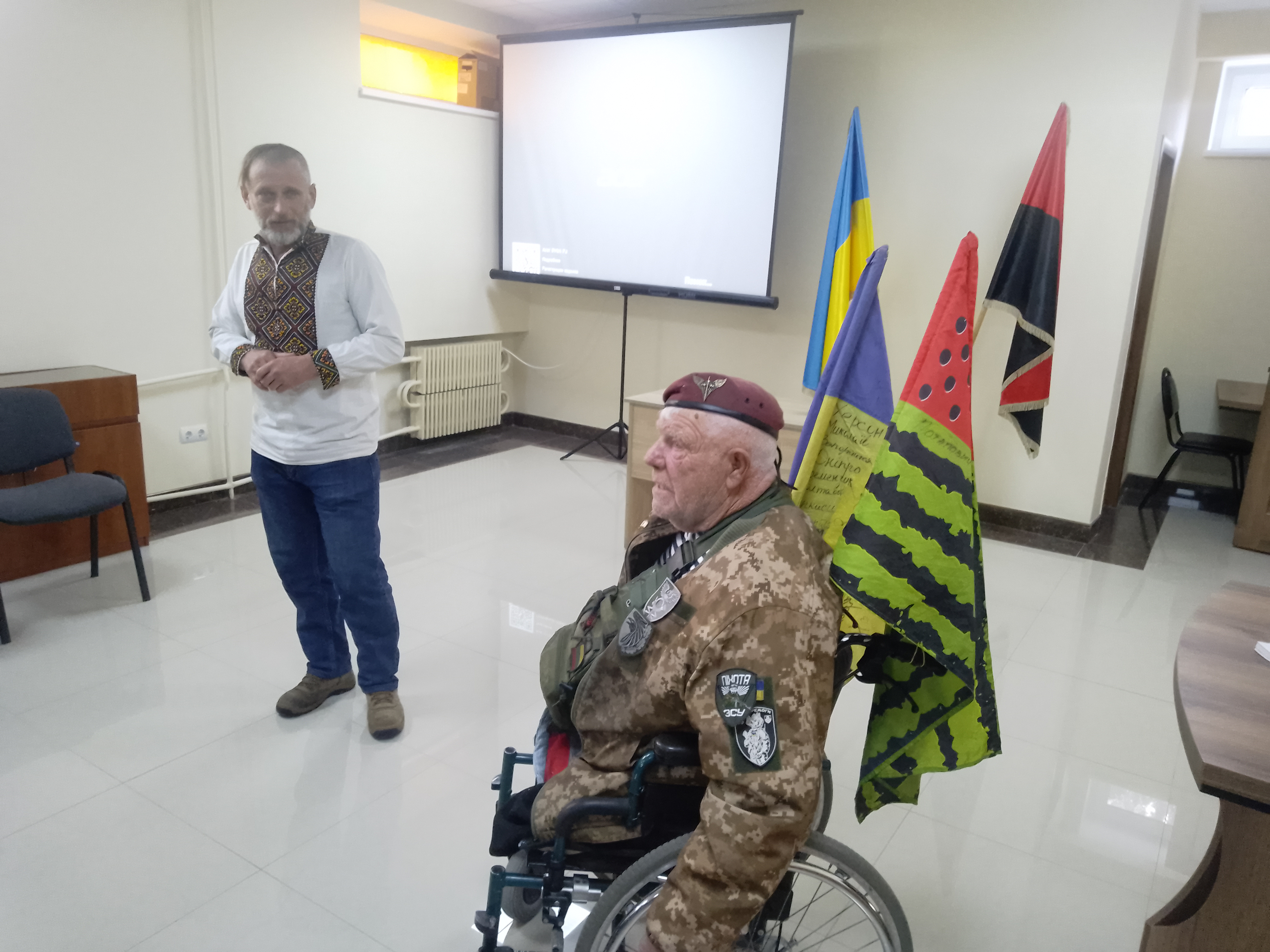
Григорій Янченко на перегляді фільму «Південний кордон»

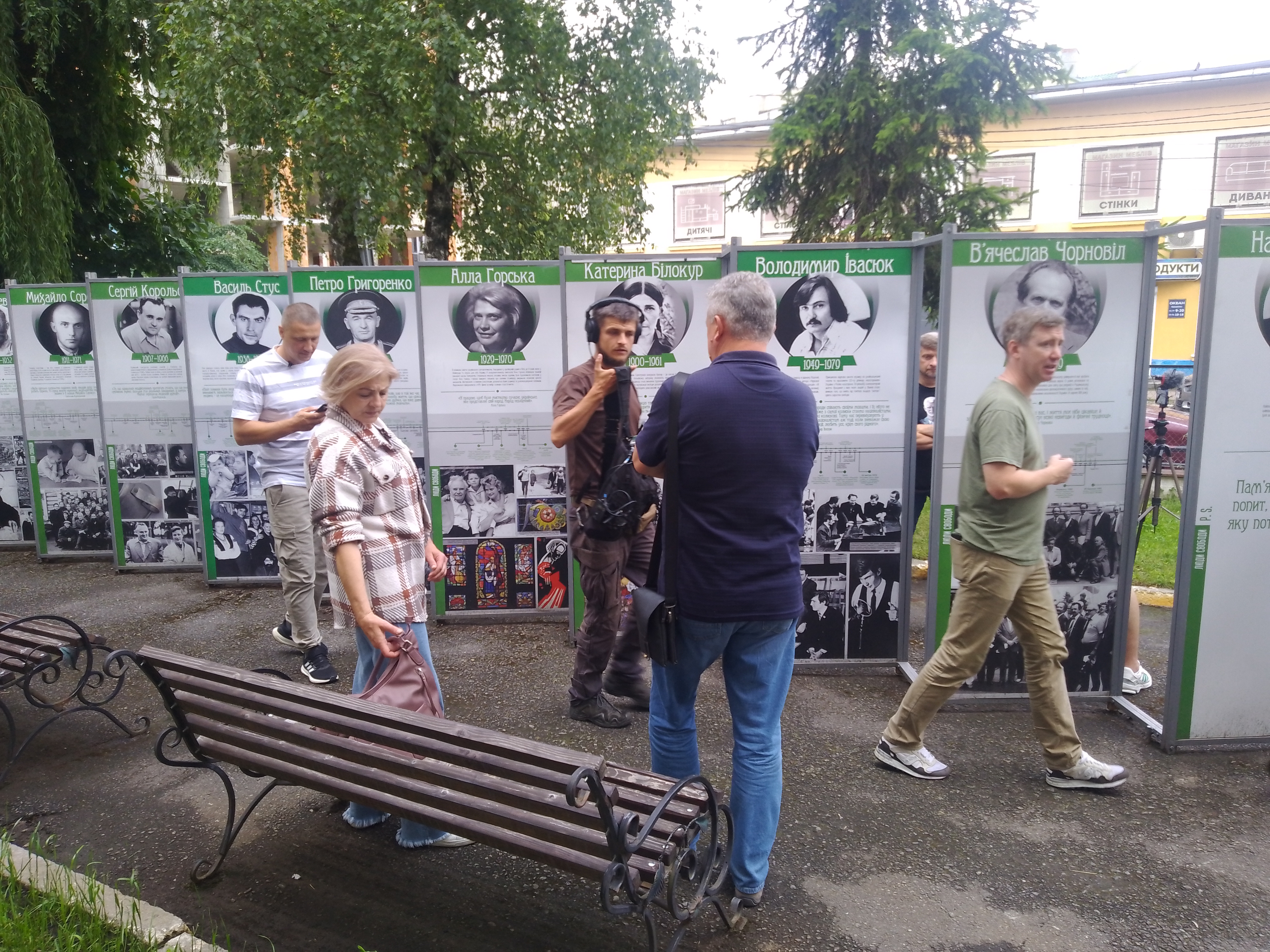
Зйомки документального циклу «Народжені щоб жити»

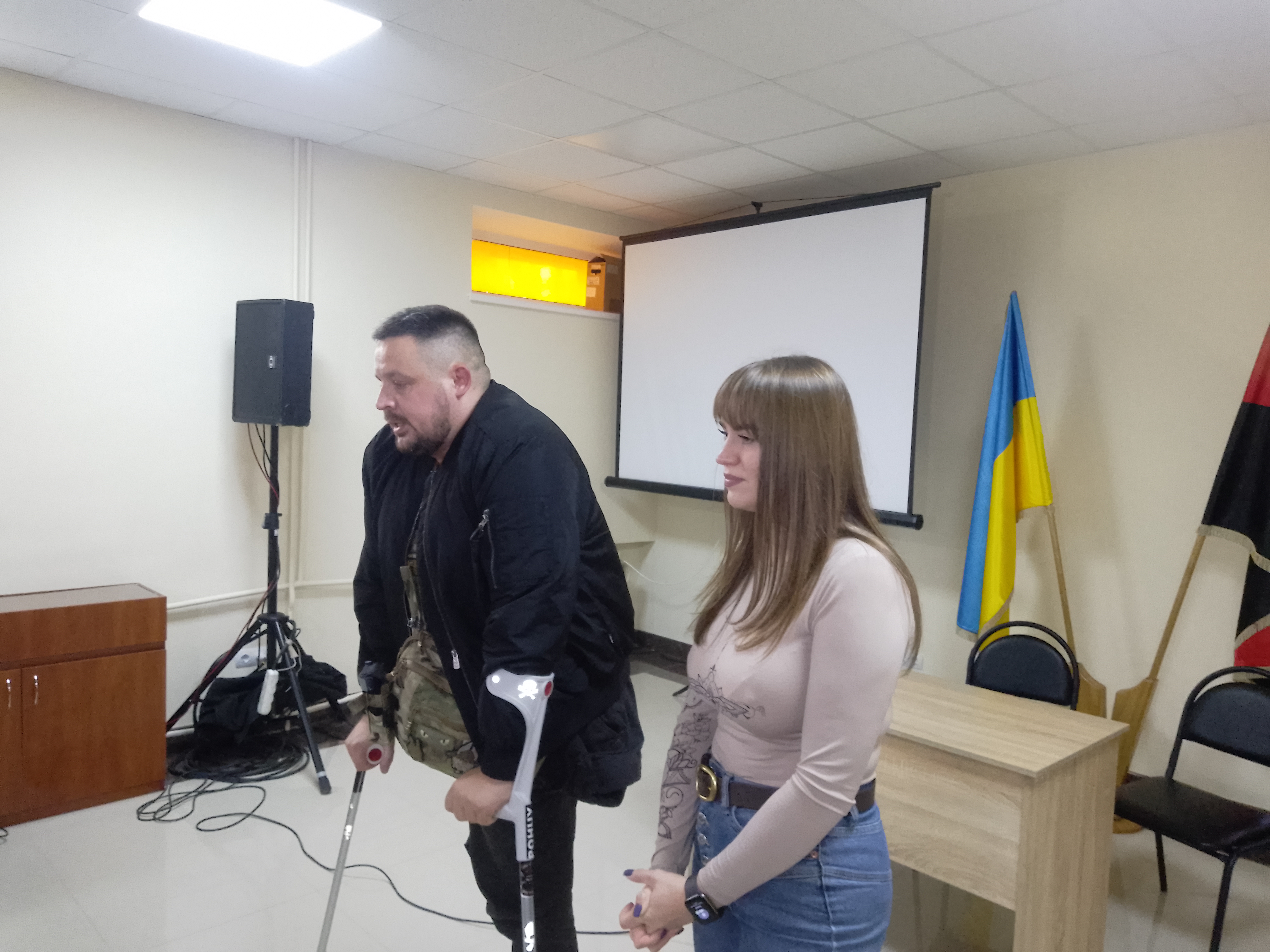
Артем і Тетяна Комісарчуки на показі документального циклу «Народжені щоб жити»

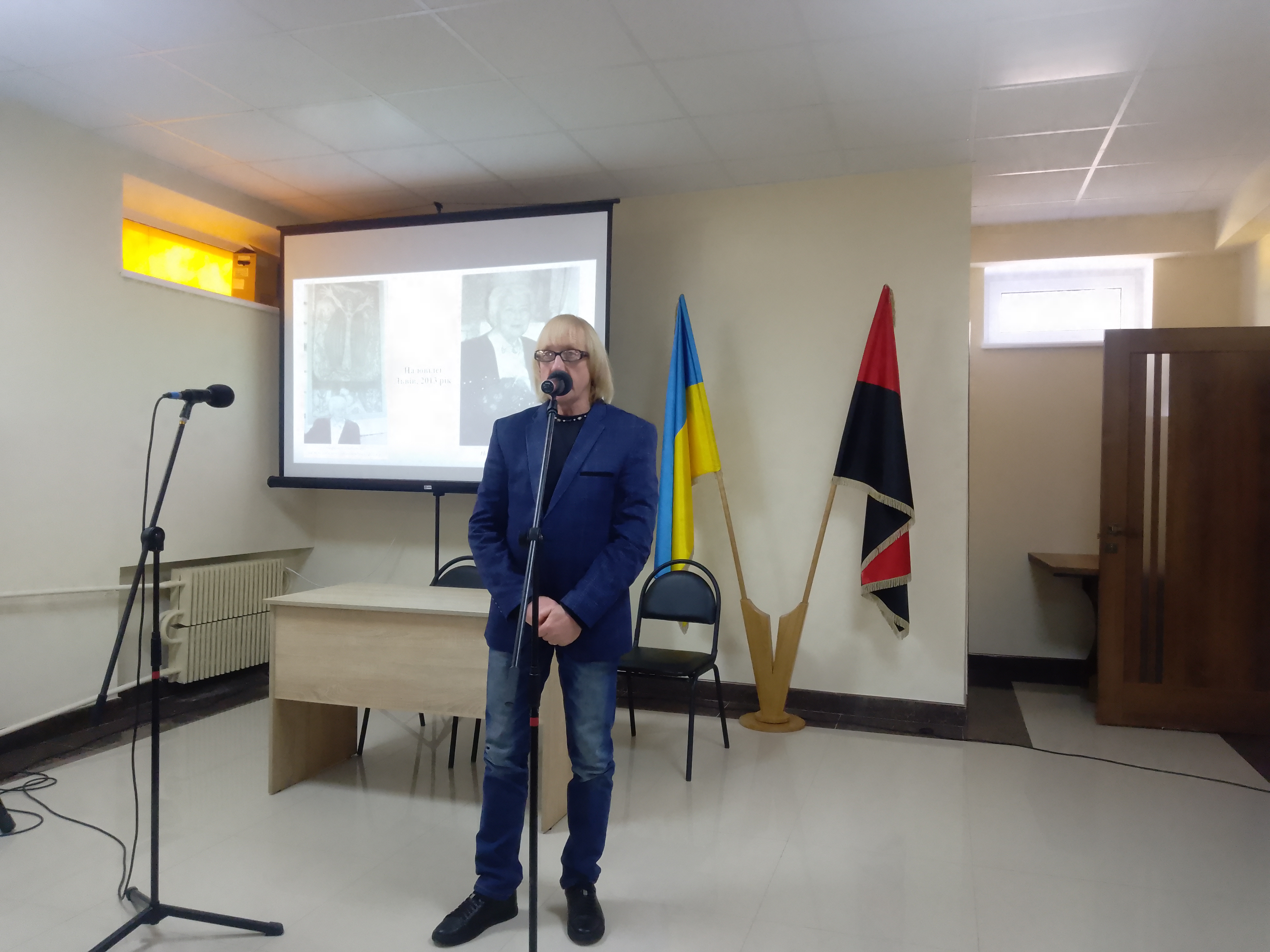
Володимир Вермінський на вечорі-портреті «Нескорений дух палаючого серця».

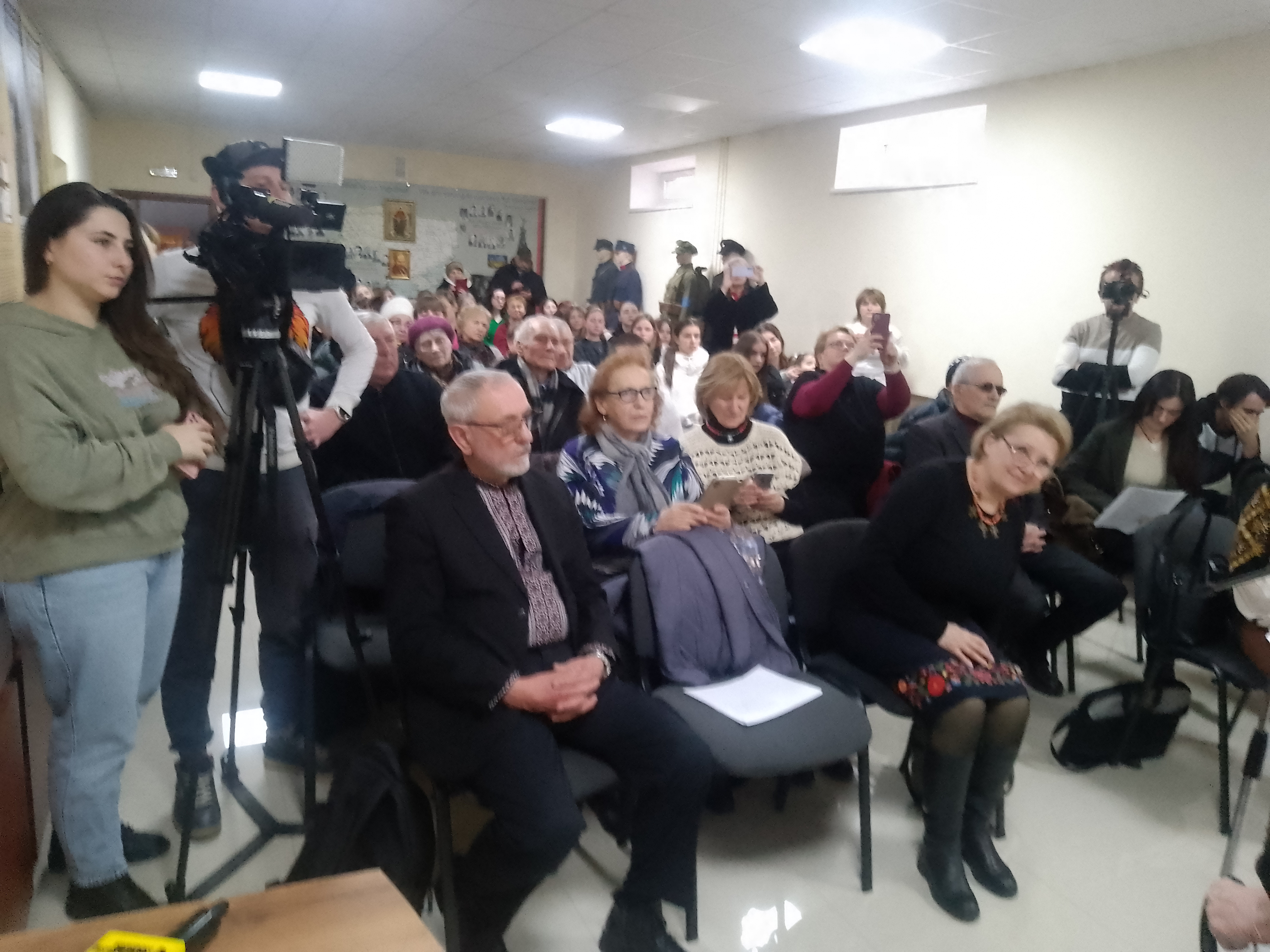
Захід «Посестри»

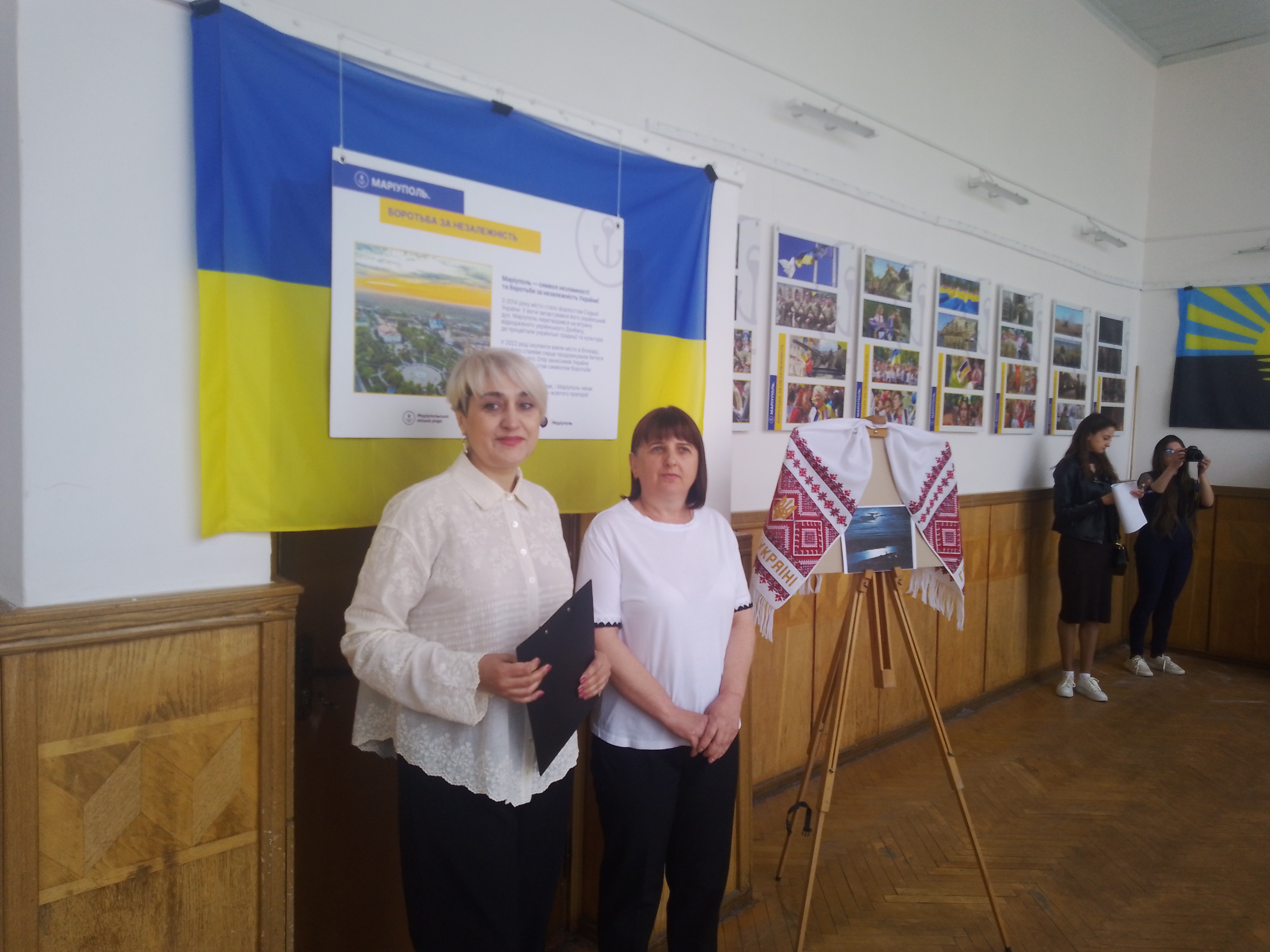
Презентація фотовиставки «Маріуполь. Боротьба за незалежність». Світлана Новикова та Уляна Чепіль.

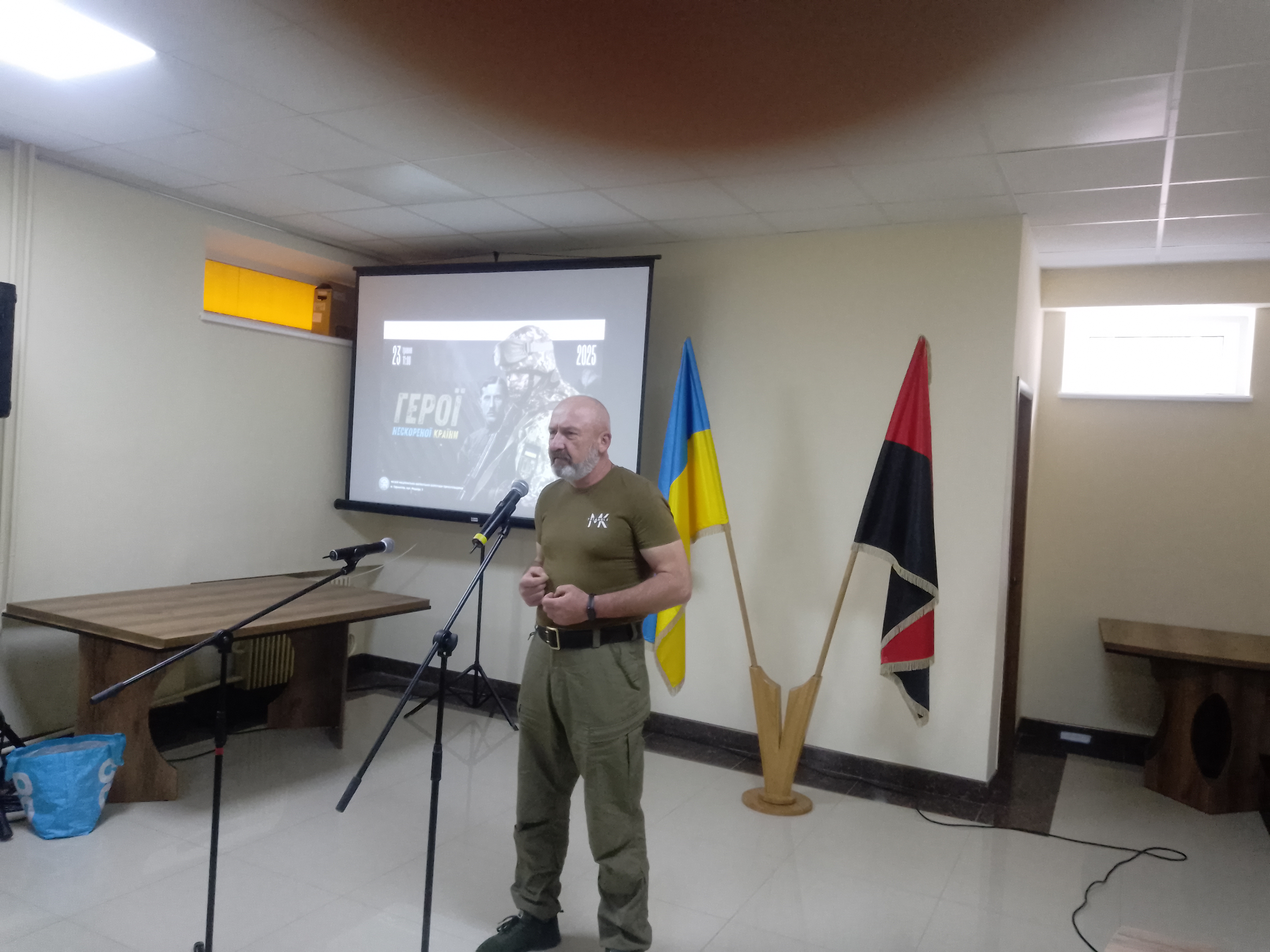
Михайло Гуменюк на заході "Герої нескореної країни"

Музей національно-визвольної боротьби Тернопільщини — історико-меморіальний музейний заклад у місті Тернополі. Директор Євген Філь.

## Історія музею
З ініціативи громадських організацій відповідно до рішення Тернопільської обласної ради № 1197 від 6 листопада 2018 року створено комунальну установу Тернопільської обласної ради «Музей національно-визвольної боротьби Тернопільщини», який охопив усі пам'ятні місця області, пов'язані з історією боротьби за волю та незалежність України. Музейний комплекс складають: Історико-меморіальний музей політичний в'язнів у м. Тернополі, Народний історико-меморіальний музей Ярослава і Слави Стецьків у с. Великий Глибочок Тернопільського р-ну, Музей національно-визвольної боротьби ОУН-УПА у с. Бишки Козівського району, Музей III Надзвичайного Великого Збору ОУН у с. Золота Слобода Козівського р-ну, Музей визвольних змагань УПА у с. Слов'ятин Бережанського району.
5 липня 2021 року музей нагороджено почесною відзнакою Тернопільської обласної ради «За заслуги перед Тернопільщиною» імені Ярослава Стецька.
7 березня 2024 року відкрили виставковий зал російсько-української війни. В ньому зібрано експонати, які розповідають про героїчну боротьбу українського народу проти російських окупантів: прапори бригад ЗСУ та ТрО, елементи одягу та спорядження бійців, вироби мистецтва, створені в час війни та на тему війни. Тут присутні також предмети побуту, які демонструють допомогу Тернопільщини в тилу та фронті. Відвідувачі можуть ознайомитись і з історичними фактами воєнних дій, а також з біографіями уродженців області, які стали Героями України за часів новітньої національно-визвольної боротьби.

## Заходи
11 листопада 2021 року презентовано путівник, де зібрали інформацію про пам'ятні місця і музеї, а на карті міста зобразили розміщення меморіалів та дощок, встановлених на честь визначних тернополян.
20 грудня 2021 року презентовано два десятки відомих і невідомих робіт Ніла Хасевича.
9 вересня 2022 року частину своїх робіт музею передала художниця Світлана Луців.
23 травня 2023 року музей надрукував буклети та створив відеоряд про своїх працівників-Воїнів: Юрія Сиротюка «Мамай» — гранатометника 5-го окремого штурмового полку, заступника директора Музею, Сергія Волянюка «Воля» — стрільця 16 Окремого Стрілецького Батальйону, заступника директора Музею; Юрія Заблоцького «Самітник» — командира роти вогневої підтримки, старшого наукового співробітника Музею; Євгена Філя «Афганець» — громадського діяча, увільненого у зв'язку з мобілізацією до лав ЗСУ директора Музею; Ігоря Войцехівського «Поляк» — добровольця, артилериста, ветерана російсько-української війни, завідувача відділу Музею.
4 листопада 2023 року з нагоди 32-річниці прийняття Закону про Національну гвардію України відбулась зустріч ветеранів та військовослужбовців Нацгвардії, які зараз боронять нашу Батьківщину.
19 січня 2024 року відбулась презентація книги Григорія Роя «Нарис історії Антибільшовицького блоку народів».
21 березня 2024 року в рамках кіномарафону «Синьо-жовта стрічка» відбувся показ документального фільму «Готові до спротиву. 107 бригада ТрО ЗСУ» за участю режисера, представника ТРО Медіа Олександра Ткачука.
28 березня 2024 року в рамках кіномарафону «Синьо-жовта стрічка» відбувся показ документального сюжету під назвою «Відьма» Ольга Бігар — робочий день командира батальйонної артилерії | Бахмутський напрямок". Показ стрічки викликав великий резонанс, російські пропогандисти вдалися до маніпуляцій.
3 квітня 2024 року відкрита виставка «Звитяжці. Пам'яті тих, хто повернувся на щиті» мисткині Ірини Чмелик з Івано-Франківська. Художниця представила портрети 57 загиблих військовослужбовців із різних куточків України.
25 квітня 2024 року відбулася творча зустріч з родиною Хоменків. Подружжя Олександр та Наталя пише документальні книги про війну та волонтерський рух.
23 травня 2024 року в музеї з ініціативи професора Миколи Лазаровича відбулась благодійна акція «Задонать на Збройні сили України та отримай книгу про наших Героїв».
27 червня 2024 року відбулася презентація книги «Конспірація. Вишкільні матеріали з підпільної та збройної боротьби ОУН і УПА». Упорядники: Сергій Волянюк, Євген Філь, Оксана Ваврик.
29 липня 2024 року в музеї вшанували пам'ять загиблих в Оленівці українських військовополонених.
24 серпня 2024 року відбулися заходи в філіалі Музею національно-визвольної боротьби Тернопільщини — «Музеї національно-визвольної боротьби ОУН і УПА ім. Якова Бусела» за адресою — село Бишки, вул. Шевченка, 15. Відомо, що у відтвореній хаті родини Лихолатів кватирував керівник референтури політичного вишколу Проводу ОУН Яків Бусел, перебував Головний Командир УПА Роман Шухевич та інші герої національно-визвольних змагань.
24 жовтня 2024 року відбулася прем'єра двосерійного документального фільму режисера Владислава Робського «Народжені, щоб жити» за участі героїв фільму Артема та Тетяни Комісарчуків та продюсера картини Володимира Ханаса.
5 листопада 2024 року в Музеї відбулася спецподія 21 Мандрівного фестивалю Docudays UA — вечір-портрет видатної художниці Стефанії Шабатури «Нескорений дух палаючого серця».
25 листопада 2024 року в межах програми адвокаційних проєктів «DOCU ДІЄ 3.0» відбувся перегляд документального фільму режисера Сергія Лисенка «Південний кордон» за участі відомого волонтера Григорія Янченка («Дяді Гріші»).
26 грудня 2024 року в музеї представили документальний фільм «Вони дивляться на нас з неба…» Дебютна стрічка режисерки Тетяни Скиби розповідає історії полеглих Героїв Володимира Вітіва та Василя Мармуса — синів учасників «Росохацької групи».
20 січня 2025 року Із нагоди Дня вшанування пам'яті захисників Донецького аеропорту у Музеї показали фільм «Трохи нижче неба» про «кіборгів» з Тернопільщини. А їхні рідні та близькі поділилися спогадами про воїнів.
28 лютого 2025 року відбувся захід «Посестри», присвячений Українкам — в'язням сумління більшовицьких тюрем і таборів.
23 травня 2025 року команда організації  «ЯМаріуполь.Тернопіль» передали на зберігання в музей маріупольський прапор «Міста-героя України».